# Pouvrai
Pouvrai is een gemeente in het Franse departement Orne (regio Normandië) en telt 111 inwoners (2009). De plaats maakt deel uit van het arrondissement Mortagne-au-Perche.

## Geografie
De oppervlakte van Pouvrai bedraagt 6,7 km², de bevolkingsdichtheid is dus 16,6 inwoners per km².

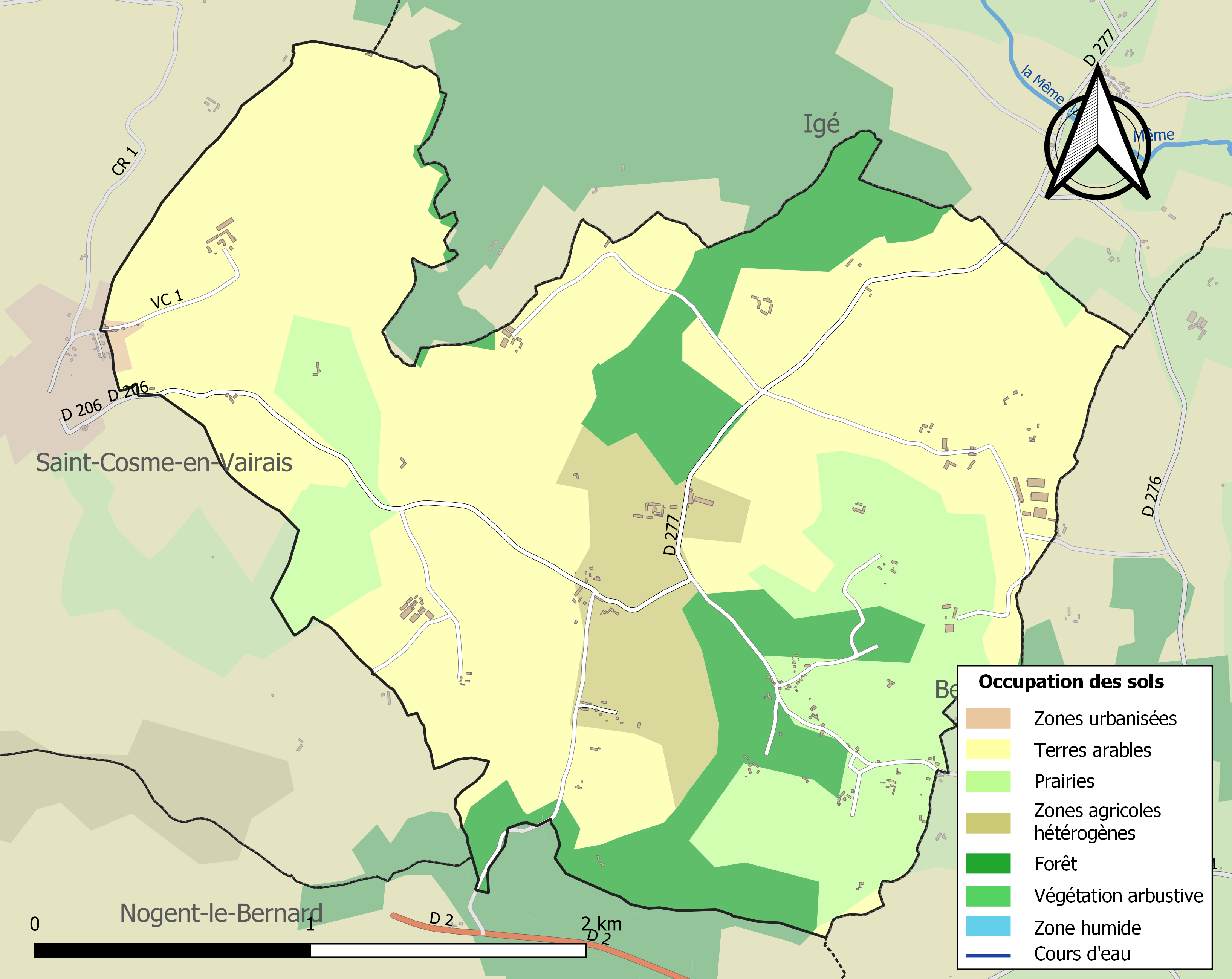
Kaart van de gemeente met de belangrijkste infrastructuur, bodemgebruik en omliggende gemeenten

## Demografie
Onderstaande figuur toont het verloop van het inwonertal (bron: INSEE-tellingen).